# San Francisco de Ojuera (kommun)
San Francisco de Ojuera är en kommun i Honduras.   Den ligger i departementet Departamento de Santa Bárbara, i den västra delen av landet, 130 km nordväst om huvudstaden Tegucigalpa. Antalet invånare är 5 364.